# Línea Madrid-Barcelona
La línea 200 de Adif es la línea de ferrocarril española de ancho ibérico que une las estaciones de Madrid-Chamartín y Barcelona-Francia. Está totalmente electrificada y es de doble vía entre Madrid-Chamartín y Calatayud, Ricla y Zaragoza-Delicias y entre Reus y Barcelona-Francia, y de vía única entre Calatayud y Ricla y entre Zaragoza y Reus.

## Historia

### Ferrocarril Madrid-Zaragoza: la MZA
La idea de unir Madrid con Zaragoza mediante ferrocarril estaba en mente del Gobierno de España desde 1845, junto con otras de unir capitales provinciales. Muchos proyectos fueron abandonados por falta de inversión inicial, pero la línea fue declarada de interés general por el Estado, y su construcción como prioritaria en 1851. Cuatro años después, la ley ferroviaria de 1855 ofrece además condiciones más favorables para animar a posibles concesionarios. El 24 de febrero de 1856 tuvo lugar la subasta de la concesión del ferrocarril Madrid-Zaragoza a la cual acudieron diversas sociedades. Se veía en esta concesión el comienzo de una posible gran arteria que desde Madrid buscase la frontera a través de los Pirineos que asegurara la puesta en marcha de una vasta red internacional.

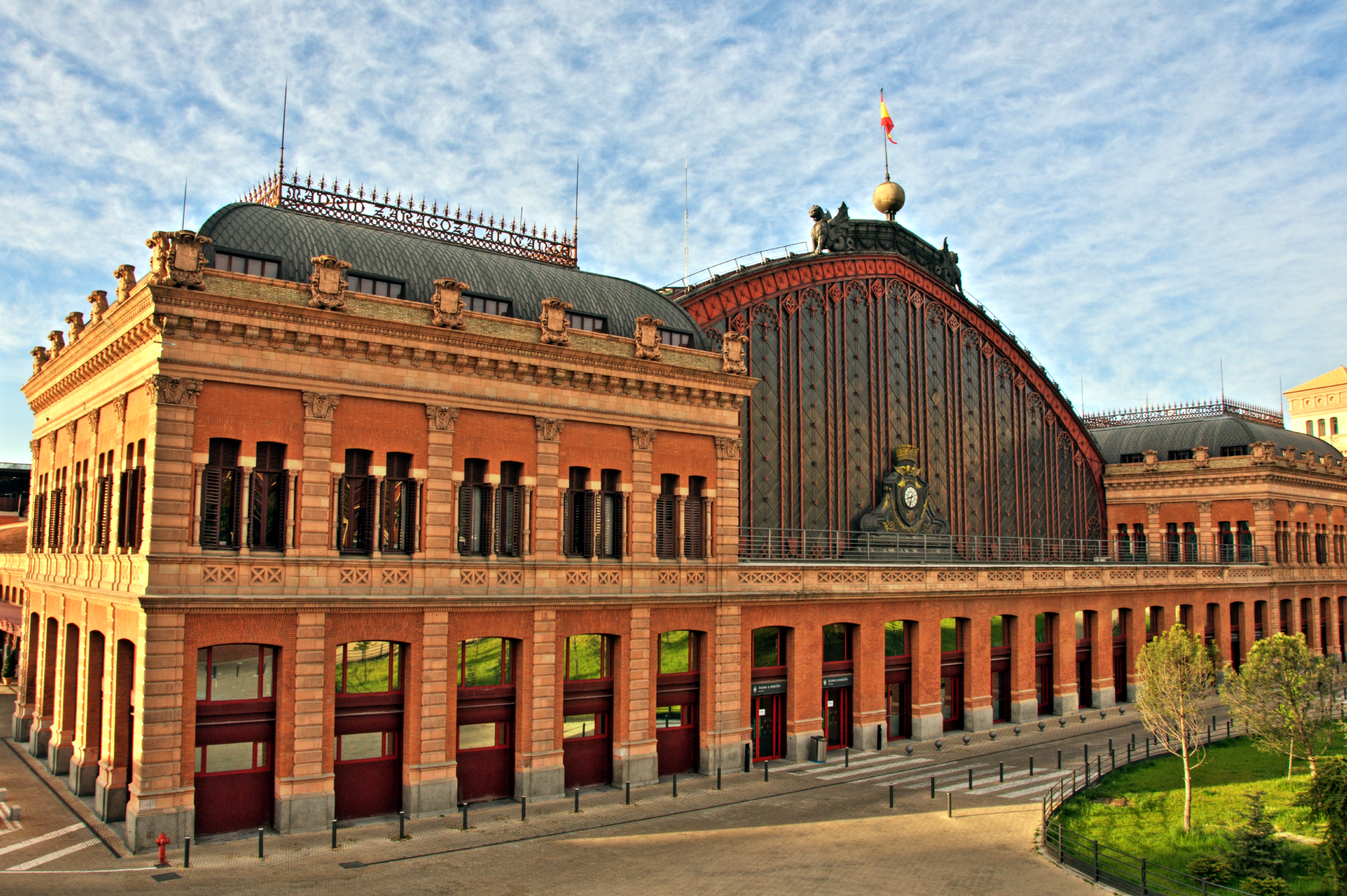
La estación de Atocha sirvió de inicio de la línea Madrid-Zaragoza-Barcelona de la MZA, para lo que fue ampliada en 1882.

Finalmente, la adjudicación del ferrocarril Madrid - Zaragoza se concedió a la Chemin de Fer du Grand Central, propiedad del duque de Morny, que llegó a un acuerdo con la familia Rothschild y José de Salamanca, promotor de la línea Madrid-Alicante. Del entendimiento que resultó entre los pujantes por la concesión nació de la nueva Compañía de los Ferrocarriles de Madrid a Zaragoza y Alicante (MZA). Del acuerdo saliente en la subasta del ferrocarril Madrid-Zaragoza nació también para formar una nueva compañía ferroviaria que agrupara esa línea y el Madrid-Alicante propiedad del marqués de Salamanca. La nueva compañía ya disponía de una estación en Madrid, la estación de Atocha, además de la línea de Madrid a Almansa en explotación y la sección hasta Alicante en construcción.

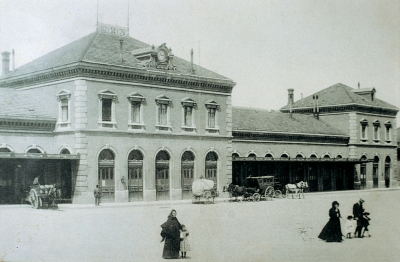
La estación del Campo Sepulcro de Zaragoza fue inaugurada en 1865 con la finalización de la línea de la MZA.

Al poco de ser creada la compañía, estuvo completamente comprometida con la construcción del ferrocarril a Zaragoza. Si bien el anteproyecto preveía la construcción de una estación específica cerca de la puerta de Recoletos en Madrid, la compañía no tenía demasiado interés en construir una nueva estación madrileña, por lo que los trabajos de la línea de Aragón comienzan desde Atocha y sin dificultades importantes. En 1859, el carril ya alcanza Guadalajara, por lo que MZA organiza un servicio de diligencias entre esta estación y Zaragoza. Con la construcción un poco más avanzada, ya en 1861, MZA firma un acuerdo con la Compañía del Ferrocarril de Zaragoza a Pamplona y organiza un servicio entre Madrid y París vía Tudela, Pamplona y Bayona de 54 horas de duración y diseñado directamente para competir con la Compañía de los Caminos de Hierro del Norte de España.
La construcción continuó los siguientes años con algunas dificultades, tanto económicas como por algún accidente geográfico antes de alcanzar tierras aragonesas. A principios de 1863 la línea ya alcanzó Alhama de Aragón y tardó poco tiempo en llegar a la nueva estación del Campo Sepulcro de Zaragoza, inaugurándose el 16 de mayo de 1865. Hasta entonces sólo llegaba hasta la estación del norte de Zaragoza la línea que llegaba de Barcelona por Lérida, explotada por la Compañía de los Caminos de Hierro del Norte de España, pero faltaba a la continuidad entre ambas líneas para rematar el trayecto completo.

### Ferrocarril Barcelona - Zaragoza: la TBF

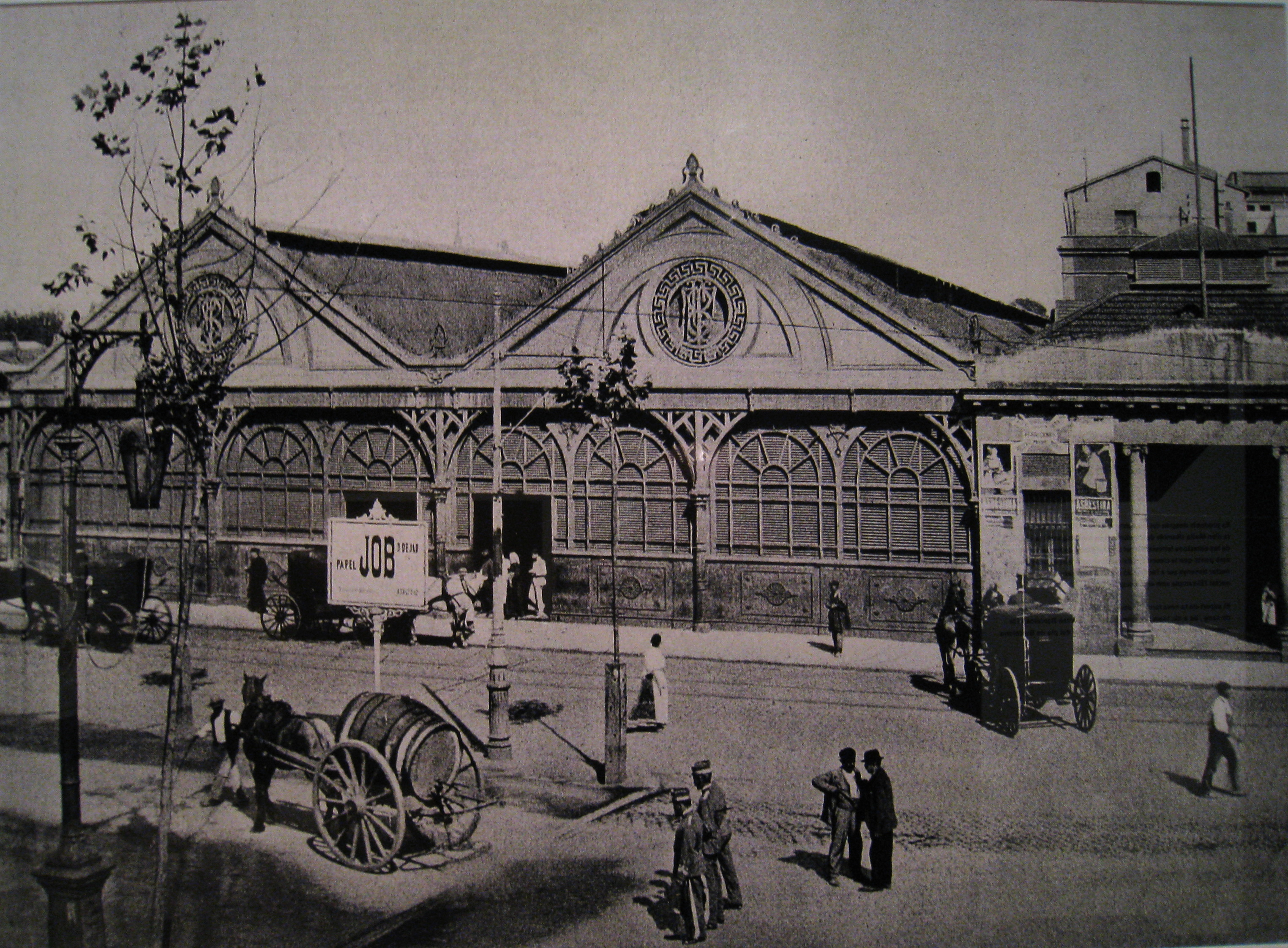
La estación de Francia en Barcelona era la cabecera de los servicios ferroviarios prestados por la TBF.

La Compañía de los ferrocarriles de Tarragona a Barcelona y Francia (TBF) tenía la concesión de la explotación de la línea entre Barcelona Cerbère (Francia) y en los años 1880 inició la construcción de una línea de ferrocarril que uniese la estación de Tarragona con Zaragoza por Caspe, una ruta directa entre Barcelona y Zaragoza que compitiese con la ruta por Lérida que explotaba Compañía de los Caminos de Hierro del Norte de España.
TBF y MZA ya se estaban manteniendo contactos en esos años con vistas a una posible fusión, pues TBF veía más práctico que su nueva línea de Zaragoza a Barcelona por Caspe pudiera unificarse con la de Madrid a Zaragoza de la MZA, y crear una relación entre las dos principales metrópolis españolas por vías de una sola empresa, que continuar con sus proyectos primitivos, heredados de la extinguida Compañía de los Ferrocarriles Directos de Madrid y Zaragoza a Barcelona, absorbida por TBF.
El 2 de junio de 1891 se firma el convenio de fusión de TBF y MZA. De los acuerdos surgieron nuevos ramales como el que integraba la línea Valls-Villanueva y Geltrú-Barcelona (VVB) en el sistema de enlaces de Barcelona, o los 254 km de la línea de ferrocarril Valladolid-Ariza para establecer una cabeza de puente en Castilla la Vieja que compitiese con la Compañía del Norte. A su vez, el TBF finalizó la línea directa por Caspe, que fue inaugurada el 15 de julio de 1894.
El 1 de enero de 1898 se oficializa la integración la TBF en la MZA, aunque mantienen  cierta autonomía organizativa hasta 1925.

### La nueva MZA
Con la fusión de ambas compañías empieza una paulatina modernización de la red y las instalaciones, acorde con la nueva situación existente en el siglo XX. Por un lado, se comenzó la construcción de doble vía en algunos tramos de la red de MZA, que ya existía entre Barcelona y Molins de Rey con la TBF. Por otro lado, las estaciones de clasificación y las estaciones de mercancías, independientes del tráfico de las grandes estaciones de pasajeros. De estas, destacaría la estación de Barcelona-Morrot, inaugurada en 1917 junto al puerto de Barcelona y que se dotó de los mayores adelantos técnicos de la época para el tratamiento y almacenamiento de mercancías.
Sin embargo, la difícil situación económica del país obligó a ajustar precios, por lo que se retrasaron o cancelaron muchas reformas pendientes, así como la modernización de las instalaciones y del parque móvil, lo que llevó a una situación crítica de la compañía. La MZA logró mantener su existencia por unos años más, pero solo hasta el comienzo de la dictadura de Primo de Rivera, que introdujo en 1924 el Estatuto Ferroviario, a partir del cual se establecieron ayudas estatales y subvenciones a las distintas compañías ferroviarias para que mejoraran su red y parque móvil, que entonces se encontraba muy anticuado y obsoleto. La MZA empleó estas ayudas en mejorar su red y realizar algunas obras, como la estación de Francia de Barcelona, finalizada en 1929. Gracias a las ayudas estatales y al plan de modernizaciones de la compañía, MZA alcanzó en los años 1920 los mejores resultados de su historia, con una recuperación y crecimiento rapidísimos que terminarán con la crisis de 1929, cuando las cuentas de la compañía volvieron a desplomarse otra vez. Por su parte, la nacionalización de los ferrocarriles era una constante en las discusiones durante la II República Española, pero la inestabilidad política y la crisis económica impidieron llevar a cabo cualquier medida efectiva, por lo que la MZA continuó su complicada existencia.

### Renfe y Adif

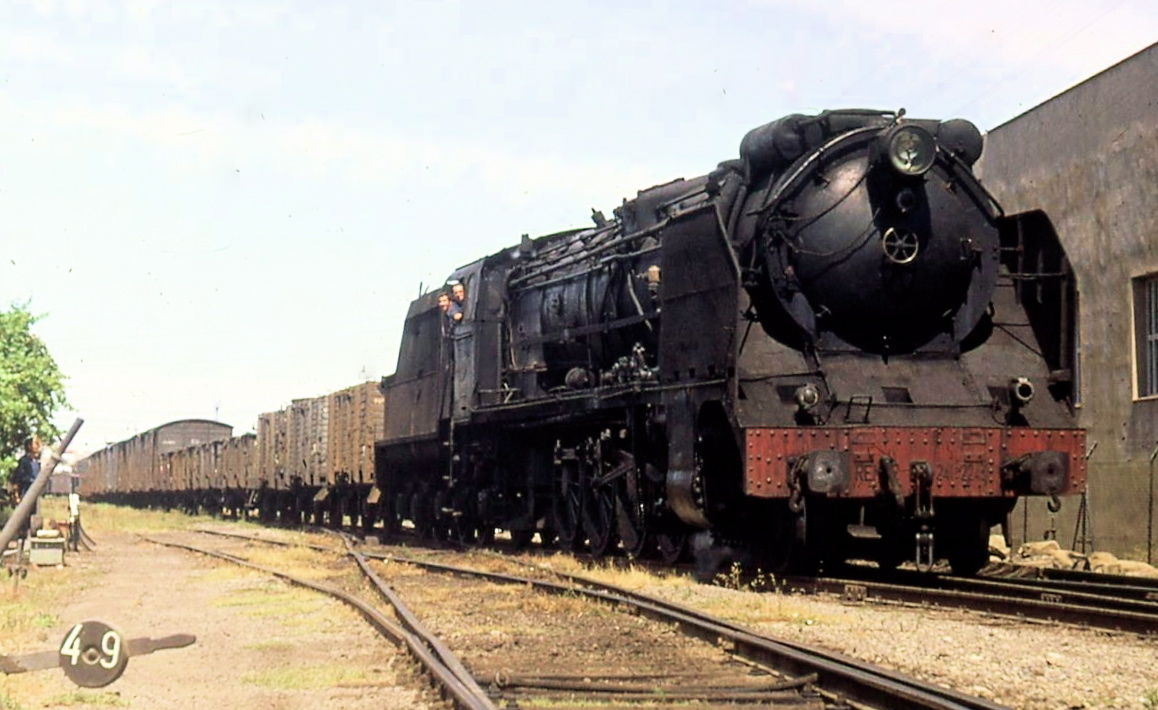
Antigua locomotora de la serie 241 de Renfe que circuló hasta los años 1970 por la línea ferroviaria Madrid - Barcelona.

La guerra civil española dividió en dos partes toda la línea, con sus instalaciones y parque móvil de la MZA. Mientras en la zona republicana la línea fue integrada en una recién creada Red Nacional de Ferrocarriles (no se debe confundir con la posterior Red Nacional de los Ferrocarriles Españoles), en la zona sublevada continuó la existencia de la MZA.
Al terminar la guerra la red ferroviaria, las instalaciones y el material rodante de todo el país se encontraban en un estado lamentable. La MZA trata de volver a la situación anterior a la guerra, pero su situación económica es desastrosa y es incapaz siquiera de mantener su existencia. Entonces, el nuevo estado franquista dispuso el control de las grandes compañías ferroviarias y a principios de 1941 creó la Red Nacional de los Ferrocarriles Españoles (Renfe), en la que se integraría la MZA el 1 de julio, por lo que la línea Madrid-Barcelona pasó a estar gestionada por la nueva compañía estatal.
Con la creación de Renfe comenzó un nuevo período de renovación y modernización de la línea, que se materializó en la aprobación del Plan General de Electrificación de Renfe en 1944 y del Plan General de Reconstrucción y Reformas Urgentes destinada a la renovación de la red y a la adquisición de material en 1949, con el que paulatinamente hasta 1975 se fueron sustituyendo las antiguas locomotoras de vapor por locomotoras de diésel y eléctricas. Además, se intensificó la renovación de las infraestructuras, la mejora de instalaciones, la ampliación a doble vía de muchos tramos y la electrificación de la línea. Esta se inició en 1956 entre Barcelona y Tarragona que se inició en 1975 en el tramo entre Atocha y Guadalajara, continuó en 1979 con el tramo entre Guadalajara y Torralba y finalizó a mediados de los años 1980.

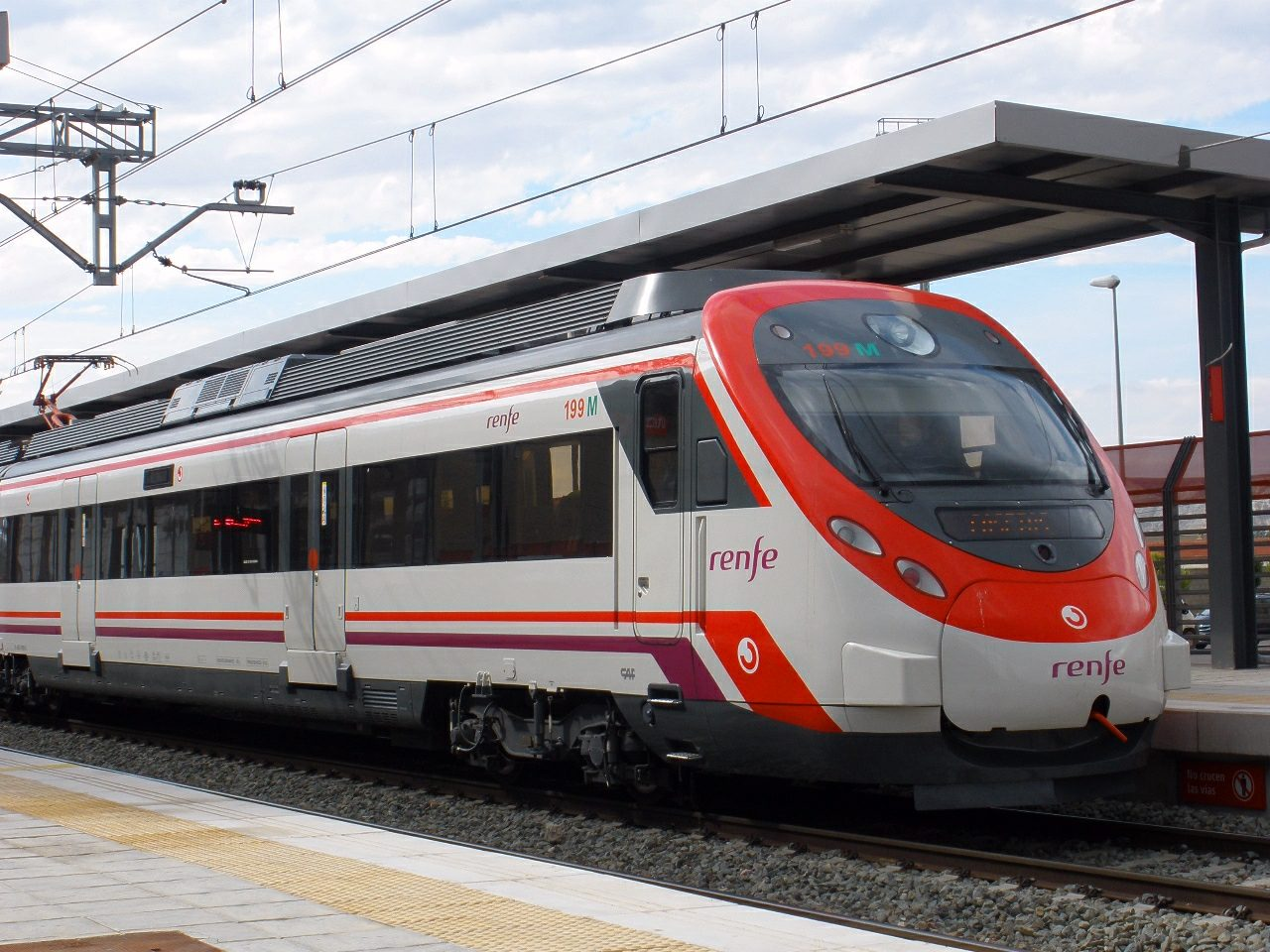
El servicio de Cercanías Renfe comenzó a prestarse en los años 1980 en la línea 200 de Adif. En la imagen, tren Civia en la estación de Utebo de Cercanías Zaragoza.

En 1979 se aprobó un nuevo Plan General de Ferrocarriles, que se intensifica con el proyecto del Gobierno de Felipe González de modernizar el ferrocarril, y por los cuales se renovaron gran parte de las instalaciones, entre ellas las de las estaciones de Madrid-Atocha, Madrid-Chamartín (que absorbió gran parte del tráfico de Atocha), Barcelona-Sants y Barcelona-Francia.
El Plan de Transporte Ferroviario de 1987 concibió el plan de doble vía a 200 km/h en el triángulo Madrid-Barcelona-Valencia, pero los planes concretos para un cambio generalizado de la red en ancho ibérico no se materializarían debido a lo altamente costoso que sería, como convertir en doble vía el tramo entre Zaragoza y Reus, único tramo de vía única del ferrocarril Madrid-Barcelona. Lo que sí se pudo materializar dentro del plan fueron las nuevas redes de Cercanías Madrid y Cercanías Barcelona, inauguradas en 1989 mediante la unificación de distintos servicios ferroviarios, a las que se unió Cercanías Zaragoza en 2008.
A partir de la inauguración de la línea de alta velocidad Madrid-Zaragoza-Barcelona-Frontera Francesa en 2003, las líneas de larga distancia de Renfe Operadora que circulaban por el ferrocarril Madrid - Barcelona han ido siendo eliminadas, por lo que su uso se centra actualmente en los servicios de cercanías, media distancia y mercancía y logística.

### Atentados del 11 de marzo de 2004
La mañana del 11 de marzo del año 2004 la red terrorista de Al-Qaeda colocó trece artefactos explosivos en cuatro trenes de Cercanías Madrid que provenían y estallaron en esta línea, más concretamente en las estaciones de Santa Eugenia, El Pozo y Atocha. Como resultado, 192 usuarios de esta línea fallecieron y otras miles resultaron heridas.

## Servicios

### Servicios de Cercanías
| Servicio    | Línea | <<                | >>                     | Paradas intermedias · en la línea | Tren                                                         | Tiempo · en la línea |
| ----------- | ----- | ----------------- | ---------------------- | --- | ------------------------------------------------------------ | -------------------- |
| · Madrid    |       | Madrid-Chamartín  | Guadalajara            | Nuevos Ministerios · Recoletos · Madrid-Atocha · Asamblea de Madrid-Entrevías · El Pozo · Vallecas · Santa Eugenia · Vicálvaro · Coslada · San Fernando · Torrejón de Ardoz · La Garena · Alcalá de Henares · Alcalá Universidad · Meco · Azuqueca                    | Serie 446 de Renfe · Serie 450 de Renfe · Serie 465 de Renfe | 1:09 h               |
| · Madrid    |       | Madrid-Chamartín  | Alcalá de Henares      | Nuevos Ministerios · Recoletos · Madrid-Atocha · Asamblea de Madrid-Entrevías · El Pozo · Vallecas · Santa Eugenia · Vicálvaro · Coslada · San Fernando · Torrejón de Ardoz · La Garena                                                                               | Serie 446 de Renfe · Serie 465 de Renfe · Serie 450 de Renfe | 0:49 h               |
| · Madrid    |       | Cercedilla        | Guadalajara            | Madrid-Chamartín · Nuevos Ministerios · Recoletos · Madrid-Atocha · Asamblea de Madrid-Entrevías · El Pozo · Vallecas · Santa Eugenia · Vicálvaro · Coslada · San Fernando · Torrejón de Ardoz · La Garena · Alcalá de Henares · Alcalá Universidad · Meco · Azuqueca | Serie 446 de Renfe · Serie 450 de Renfe · Serie 465 de Renfe | 1:09 h               |
| · Zaragoza  |       | Casetas           | Miraflores             | Utebo · Zaragoza-Delicias · Zaragoza-Portillo · Zaragoza-Goya · Miraflores | Serie 463 de Renfe                                           | 0:08 h               |
| · Barcelona |       | Granollers        | Castelldefels          | Paseo de Gracia · Barcelona-Sants · Bellvitge · El Prat de Llobregat · Viladecans · Gavá | Serie 450 de Renfe · Series 465 y 463 de Renfe               | 0:59 h               |
| · Barcelona |       | Massanet-Massanas | Aeropuerto de El Prat  | Paseo de Gracia · Barcelona-Sants · Bellvitge · El Prat de Llobregat | Serie 450 de Renfe · Series 465 y 463 de Renfe               | 1:35 h               |
| · Barcelona |       | Barcelona-Francia | San Vicente de Calders | Paseo de Gracia · Barcelona-Sants · Bellvitge · El Prat de Llobregat · Viladecans · Gavá · Castelldefels · Playa de Castelldefels · Garraf · Sitges · Villanueva y Geltrú · Cubellas · Cunit · Segur de Calafell · Calafell                                           | Serie 450 de Renfe · Series 465 y 463 de Renfe               | 1:12 h               |

### Servicios de Media Distancia
| Servicio        | Línea | <<                | >>                       | Paradas intermedias · en la línea | Tren               | Tiempo · en la línea |
| --------------- | ----- | ----------------- | ------------------------ | --- | ------------------ | -------------------- |
| Regional        | R3    | Madrid-Chamartín  | Sigüenza                 | Alcalá de Henares · Guadalajara · Yunquera de Henares · Humanes · Espinosa de Henares · Carrascosa de Henares · Jadraque · Matillas · Baides | Serie 470 de Renfe | 1:39 h               |
| Regional Exprés | R3    | Madrid-Chamartín  | Zaragoza-Delicias        | Guadalajara · Jadraque · Sigüenza · Arcos de Jalón · Ariza · Calatayud | Serie 440 de Renfe | 3:30 h               |
| Regional Exprés | R3    | Madrid-Chamartín  | Arcos de Jalón           | Alcalá de Henares · Guadalajara · Yunquera de Henares · Humanes · Espinosa de Henares · Carrascosa de Henares · Jadraque · Matillas · Baides · Sigüenza · Torralba · Medinaceli | Serie 440 de Renfe | 2:10 h               |
| Regional        | R3    | Arcos de Jalón    | Zaragoza-Delicias        | Santa María de Huerta · Monreal de Ariza · Ariza · Cetina · Alhama de Aragón · Ateca · Terrer · Calatayud · Embid de Jalón · Paracuellos-Sabiñán · Sabiñán · Morés · Purroy · Morata de Jalón · Ricla-La Almunia · Calatorao · Salillas de Jalón · Épila · Rueda de Jalón-Lumpiaque · Plasencia de Jalón · Grisen                                                                                                | Serie 470 de Renfe | 2:07 h               |
| TRD             | R4    | Madrid-Chamartín  | Soria                    | Alcalá de Henares · Guadalajara · Jadraque · Sigüenza · Torralba | Serie 594 de Renfe | 1:32 h               |
| Regional        | 34    | Zaragoza-Delicias | Mora la Nueva            | Zaragoza-Portillo · Miraflores · El Burgo de Ebro · Fuentes de Ebro · Pina de Ebro · Quinto · La Zaida-Sástago · Azaila · La Puebla de Híjar · Samper · Escatrón · Chiprana · Caspe · Val de Pilas · Fabara · Nonaspe · Fayón-Puebla de Masaluca · Ribarroja de Ebro · Flix · Ascó | Serie 440 de Renfe | 2:54 h               |
| Regional Exprés | 34    | Zaragoza-Delicias | Barcelona-Francia        | Zaragoza-Portillo · Miraflores · Quinto · La Zaida-Sástago · La Puebla de Híjar · Samper · Caspe · Val de Pilas · Fabara · Nonaspe · Fayón-Puebla de Masaluca · Ribarroja de Ebro · Flix · Ascó · Mora la Nueva · Marsá-Falset · Borjas del Campo · Reus · Vilaseca · Tarragona · Torredembarra · San Vicente de Calders · Villanueva y Geltrú · Barcelona-Sants · Barcelona-Paseo de Gracia · Barcelona-Francia | Serie 440 de Renfe | 5:04 h               |
| Regional Exprés |       | Lérida            | Barcelona-Francia        | San Vicente de Calders · Villanueva y Geltrú · Barcelona-Sants · Barcelona-Paseo de Gracia · Barcelona-Francia | Serie 440 de Renfe | 0:48 h               |
| Regional        |       | Lérida            | Barcelona-Francia        | Tarragona · Altafulla-Tamarit · Torredembarra · San Vicente de Calders · Villanueva y Geltrú · Barcelona-Sants · Barcelona-Paseo de Gracia | Serie 440 de Renfe | 1:18 h               |
| Regional Exprés |       | Caspe             | Barcelona-Francia        | Val de Pilas · Fabara · Nonaspe · Fayón-Puebla de Masaluca · Ribarroja de Ebro · Flix · Ascó · Mora la Nueva · Marsá-Falset · Borjas del Campo · Reus · Vilaseca · Tarragona · Torredembarra · San Vicente de Calders · Villanueva y Geltrú · Barcelona-Sants · Barcelona-Paseo de Gracia | Serie 440 de Renfe | 3:20 h               |
| Regional        |       | Tarragona         | Barcelona-Francia        | Altafulla-Tamarit · Torredembarra · San Vicente de Calders · Calafell · Segur de Calafell · Cunit · Cubellas · Villanueva y Geltrú · Sitges · Castelldefels · Gavá · Barcelona-Sants · Barcelona-Paseo de Gracia | Serie 440 de Renfe | 1:46 h               |
| Regional Exprés |       | Barcelona-Francia | Vinaroz · Valencia-Norte | Barcelona-Paseo de Gracia · Barcelona-Sants · Villanueva y Geltrú · San Vicente de Calders · Torredembarra · Altafulla-Tamarit · Tarragona | Serie 440 de Renfe | 1:18 h               |